# Joseph Lebeau
Jean Louis Joseph Lebeau (Huy, 3 de janeiro de 1794 – Huy, 19 de março de 1865) foi um político belga e Primeiro-ministro da Bélgica de 1840 a 1841.

## Biografia
Nascido em Huy, recebeu os primeiros estudos de um tio que era pároco em Hannut e tornou-se escriturário. Ele levantou dinheiro para estudar Direito na Universidade de Liège e foi chamado para a Ordem dos Advogados em 1819. Enquanto em Liège, ele formou uma amizade rápida com Charles Rogier e Paul Devaux, com quem fundou em Liege em 1824 o Mathieu Laensbergh , depois Le politique, jornal que ajudou a unir o Partido Católico aos Liberaisem sua oposição ao gabinete, sem manifestar qualquer descontentamento aberto com o Reino Unido da Holanda.
Lebeau não tinha como objetivo a separação da Holanda e da Bélgica, mas sua mão foi forçada pela Revolução de agosto de 1830. Ele foi enviado por seu distrito nativo ao Congresso Nacional e tornou-se ministro das Relações Exteriores em março de 1831 durante a regência provisória de Érasme-Louis Surlet de Chokier. Ao propor a eleição de Leopoldo de Saxe-Coburgo como rei dos belgas, ele garantiu uma atitude benevolente por parte do Reino Unido, mas a restauração para a Holanda de parte dos ducados de Limburgo e Luxemburgo provocou uma oposição acalorada ao ano de 1839 - Tratado de Londres, e Lebeau foi acusado de traição aos interesses belgas.
Ele renunciou à direção de relações exteriores com a ascensão do rei Leopoldo, mas no ano seguinte tornou-se ministro da Justiça. Ele foi eleito deputado por Bruxelas em 1833 e manteve sua cadeira até 1848. As divergências com o rei levaram à sua aposentadoria em 1834. Ele foi posteriormente governador da Província de Namur (1838), embaixador da Dieta de Frankfurt (1839) e em 1840, ele formou um ministério liberal de curta duração. A partir dessa época, ele não exerceu nenhum cargo de Estado, embora tenha continuado seu apoio enérgico às medidas liberais e anticlericais. Ele morreu em Huy.

## Trabalhos
Lebeau publicou La Belgique depuis 1847 (Bruxelas, 4 vols., 1852), Lettres aux électeurs belges (8 vols., Bruxelas, 1853-1856). Seus Souvenirs personnels et correspondance diplomatique 1824–1841 (Bruxelas, 1883) foram editados por A. Freson.